# Lydia Délectorskaya
Lídia Nikolàievna Délektorskaia (en rus Лидия Николаевна Делекторская) o Lydia Nikolaevna Délectorskaya en francès (23 de juny de 1910, Tomsk, Sibèria – 16 de març de 1998, París, França). Estreta col·laboradora d'Henri Matisse des de 1932 fins a la mort del pintor, l'any 1954.

## Vida i obra
Lídia Délektorskaia, filla única d'un reputat pediatre de la ciutat de Tomsk i òrfena als dotze anys, quan tots dos pares moren en successives epidèmies de tifus i còlera. Educada per una tia seva, fuig amb ella a Manxúria, Xina, on un ric pretendent li proposa matrimoni. Marxen a París, però l'arribada coincideix amb la crisi econòmica, que les deixa en la ruïna. Lídia volia ser metgessa, havia estat acceptada en la facultat de medicina de la Sorbona, però les elevades taxes de matrícula exigides als estudiants estrangers queden fora del seu abast. Lídia es veu obligada a treballar d'acompanyant de ball i d'infermera, “J’appartenais à la catégorie des émigrés qui, d'après les lois françaises, n'avaient pas droit au travail rémunéré.”
El 1932, Lídia entra com aide d'atelier a casa de Matisse per a una substitució d'alguns dies, que es converteixen en sis mesos. Sap poc del món de l'art; només té 22 anys i cap coneixement del prestigi que podia tenir el pintor. A l'any següent la criden de nou per treballar, però aquesta vegada per acompanyar la dona de Matisse, delicada de salut, pràcticament immobilitzada al llit. L'octubre de 1933 Matisse realitza el primer retrat a carbó a Lídia. Matisse la va atrapar en un moment de descans, amb el cap sobre els braços, creuats i recolzats en el respatller del seient, amb una mirada llunyana i pensativa. –“Ne bougez pas!”. Aquest estudi va donar pas a nombroses variacions, entre ells el conegut oli Les yeux bleus.
A poc a poc recauen en Lídia tasques pròpies de galerista, editora i ajudant de pintor. Lídia és l'únic observador present cada dia durant anys en l'estudi de Matisse, i participa també en la realització material de nombroses obres. Se la pot veure en fotografies fetes pel mateix pintor, que no va amagar mai la participació de Lídia en obres com La Verdure Arxivat 2016-10-27 a Wayback Machine., Grand Nu couché, Tahití Arxivat 2015-01-03 a Wayback Machine., Nature morte au coquillage, etc. La capacitat de compenetració amb l'exigent pintor li prové probablement de la seva formació científica familiar. Recupera en aquesta convivència les habilitats de precisió i de determinació que havia viscut a casa seva. Matisse la qualifica d'“un metge, completament absort en si mateixa i les seves preocupacions”. La descripció de Lydia sobre una sessió de treball a l'estudi, durant la realització d'uns dibuixos, podria correspondre a les d'un cirurgià en plena intervenció:
“Es generava una increïble tensió, just abans de començar els seus petits esbossos a ploma. Jo li deia: –‘Au, no es preocupi’. La seva violenta resposta: –‘No estic preocupat, són els nervis'. L'atmosfera era la pròpia d'un quiròfan. Jo subjectava un objecte darrere l'altre, el flascó de tinta índia, les fulles de paper, i ajustava la taula. I Matisse dibuixava, sense dir una paraula, sense donar la més lleugera senyal d'agitació, però, en la seva immobilitat, una lleu tensió”.
Lídia pren des del primer moment la iniciativa de recopilar en un àlbum fotografies de les obres, juntament amb notes de Matisse. Enregistrar l'obra al final de cada sessió permet al pintor avançar o retrocedir sense por, amb la possibilitat de recuperar, amb ajuda de la fotografia, composicions o estats anteriors.
“A partir del moment en què havia començat a posar per a ell regularment, jo tenia dret a una petita còpia de totes aquestes fotografies. Em vaig procurar un àlbum i les col·locava, esmentant la data i el títol de taller de l'obra que Matisse improvisava per diferenciar-los” Matisse regalà anualment dues obres a Lídia, entre les quals es troba un exemplar de cada llibre publicat, amb dedicatòries on es pot apreciar l'estimació de Matisse cap a Lídia i la seva absoluta dependència.
Totes les obres que Matisse dona a Lídia, o les que ella ha volgut tossudament comprar, seran objecte de donació als museus russos, per part de Lídia. Algunes d'aquestes donacions es fan en vida de Matisse, acompanyades de cordials cartes del pintor. Gràcies a Lydia, Rússia posseeix actualment una col·lecció i un fons documental excepcionals sobre Matisse: tot allò que Lydia va protegir, fins i tot guardat en secret, durant la seva vida.
El darrer dibuix de Matisse va ser a Lídia, l'1 de novembre de 1954. Henri Matisse moriria dos dies després, el 3 de novembre, a causa d'una embòlia cerebral. L'endemà de la seva mort, Lídia donava l'avís a la família legal de Matisse, que prepara el funeral, al qual ella no assistiria. Lydia va fer la maleta, la mateixa amb la qual havia arribat l'any 1932, i marxaria l'endemà de la mort de Matisse.
Un any més tard, la familia de Matisse s'apropa finalment a Lídia, per demanar-li acabar algunes obres inconcluses, concretament els découpages. A canvi li ofereixen una escultura de Matisse, que Lídia novament donarà al Museu de l'Hermitage, en 1971. En 1988, la família de l'artista encara la reclama com a única persona capaç i legitimada per reconstituir, encolant amb el mètode que utilitzaven Matisse i ella, els « éléments épars des deux panneaux Océanie, le ciel et Oceanie, la mer. »
En 1985, Lídia, acabat de perdre el seu últim lligam familiar, s'apressa a trametre tot allò que sap de Matisse. Publica dos llibres com a testimoni del que passava en l'estudi de Matisse i envia notes informatives a diferents membres de la família de Matisse. També escriu als museus per assegurar-se que tot allò que Matisse va dir no quedi ignorat. En una d'aquestes cartes que dirigeix a Pierre Matisse, fill del pintor, Lídia s'excusa: « Je n'y peux rien: le Patron a fait de moi une sorte de perfectionniste, autrement dit, un casse-pieds »

## Lídia Délektorkaia i Henri Matisse
Lydia Délectorskaya participà en la realització de nombrosos quadres i va ser model en més de 90 pintures i centenars de dibuixos. Després de la mort de Matisse es dedicà a trametre els seus coneixements sobre el pintor, cedint les seves obres o oferint les informacions complementàries necessàries. Va encolar els últims gouches découpées Arxivat 2015-01-06 a Wayback Machine. de Matisse i publicà dues obres fonamentals sobre el pintor francès: L'apparente facilité, Henri Matisse : peintures de 1935-1939, 1986, i, deu anys més tard, Henri Matisse. Contre vents et marées. Peinture et livres illustrés de 1939 à 1943, 1996. En aquests dos llibres Lydia recull les fotografies preses dia a dia en l'estudi de Matisse en acabar cada sessió de treball; cronològicament ordenades i acompanyades per notes de Matisse, restitueixen les etapes perdudes de cada obra, i permeten conèixer el recorregut de l'autor, els problemes tècnics, les influències i els canvis que van sofrir, i induir-ne les intencions de Matisse.
Lídia va ser també la responsable de dirigir la creació del Musée Matisse a Cateau-Cambrésis Arxivat 2015-01-09 a Wayback Machine., poble natal de Matisse; la construcció de la Chapelle du Rosaire de Saint Paul de Vence, i el muntatge de totes les exposicions dedicades a Matisse des de 1937, a Londres, París, Filadèlfia, etc.
Lídia havia començat com aide d'atelier de Matisse, i en poc temps es demostra imprescindible pel pintor, el qual se separa de la seva dona el 1939 per viure amb Lídia durant 22 anys, amb una absoluta compenetració. Cap dels dos manifestà clarament el caràcter de la seva relació personal.